# República Centro-Africana nos Jogos Olímpicos de Verão de 2024
República Centro-Africana competiu nos Jogos Olímpicos de Verão de 2024 em Paris, França, de 26 de julho a 11 de agosto de 2024. Desde a estreia da República Centro-Africana em 1968, atletas centro-africanos têm aparecido em todas as edições dos Jogos Olímpicos de Verão, exceto em 1972, quando o CON não conseguiu registrar nenhum atleta para as Olimpíadas de Verão de 1972 em Munique, e fez parte dos boicotes liderados pela África e pelos Estados Unidos em 1976 e 1980, respectivamente.
Foi representado por quatro atletas que competiram em três esportes, mas nenhum conquistou medalhas.

## Competidores
Esta foi a participação por modalidade nesta edição:
| Esporte   | Masculino | Feminino | Total |
| --------- | --------- | -------- | ----- |
| Atletismo | 1         | 0        | 1     |
| Judô      | 0         | 1        | 1     |
| Natação   | 1         | 1        | 2     |
| Total     | 2         | 2        | 4     |

## Desempenho

### Atletismo
A República Centro-Africana enviou um velocista para competir nos Jogos Olímpicos de Verão de 2024.
- Q = Qualificado para a próxima fase
- q = Qualificado para a próxima fase como o perdedor mais rápido ou, em eventos de campo, pela posição sem atingir o alvo para qualificação
- N/A = Fase não aplicável para o evento
- Bye = Atleta não precisou disputar aquela fase

Masculino
Eventos de pista
| Atleta          | Evento | Preliminar | Preliminar | Baterias    | Baterias    | Semifinal   | Semifinal   | Final       | Final       | Ref.  |
| Atleta          | Evento | Tempo      | Pos.       | Tempo       | Pos.        | Tempo       | Pos.        | Tempo       | Pos.        | Ref.  |
| --------------- | ------ | ---------- | ---------- | ----------- | ----------- | ----------- | ----------- | ----------- | ----------- | ----- |
| Herve Toumandji | 100 m  | 10.76      | 4          | Não avançou | Não avançou | Não avançou | Não avançou | Não avançou | Não avançou | [ 6 ] |

### Judô
A República Centro-Africana classificou uma judoca. Nadia Guimendego, uma judoca nascida na França, representou o país; marcando o retorno da nação ao esporte pela primeira vez desde 2004. Os pais de Guimendego são originários da República Centro-Africana e migraram para a França.
Feminino
| Atleta           | Evento    | Primeira fase        | Oitavas              | Quartas              | Semifinais           | Repescagem           | Final / DB           | Final / DB | Ref.   |
| Atleta           | Evento    | Adversário Resultado | Adversário Resultado | Adversário Resultado | Adversário Resultado | Adversário Resultado | Adversário Resultado | Pos.       | Ref.   |
| ---------------- | --------- | -------------------- | -------------------- | -------------------- | -------------------- | -------------------- | -------------------- | ---------- | ------ |
| Nadia Guimendego | Até 63 kg | CRO K Krišto D 00–10 | Não avançou          | Não avançou          | Não avançou          | Não avançou          | Não avançou          | =17        | [ 10 ] |

### Natação
A República Centro-Africana enviou dois nadadores para competir nas Olimpíadas de Paris em 2024.
Masculino
| Atleta         | Evento     | Eliminatórias | Eliminatórias | Semifinal   | Semifinal   | Final       | Final       | Ref.   |
| Atleta         | Evento     | Tempo         | Pos.          | Tempo       | Pos.        | Tempo       | Pos.        | Ref.   |
| -------------- | ---------- | ------------- | ------------- | ----------- | ----------- | ----------- | ----------- | ------ |
| Terence Tengue | 50 m livre | 30.96         | 73            | Não avançou | Não avançou | Não avançou | Não avançou | [ 12 ] |

Feminino
| Atleta             | Evento     | Eliminatórias | Eliminatórias | Semifinal   | Semifinal   | Final       | Final       | Ref.   |
| Atleta             | Evento     | Tempo         | Pos.          | Tempo       | Pos.        | Tempo       | Pos.        | Ref.   |
| ------------------ | ---------- | ------------- | ------------- | ----------- | ----------- | ----------- | ----------- | ------ |
| Tracy Marine Andet | 50 m livre | 34.95         | 76            | Não avançou | Não avançou | Não avançou | Não avançou | [ 13 ] |